# Лудвиг Алберт фон Зайн-Витгенщайн
Лудвиг Алберт фон Зайн-Витгенщайн-Ноймаген (на немски: Ludwig Albert von Sayn-Wittgenstein-Neumagen; * 8 септември 1617; † 22 октомври 1664) е граф на Зайн-Витгенщайн-Ноймаген.
Той е вторият син на граф Вилхелм II фон Зайн-Витгенщайн-Хахенбург (1569 – 1623) и втората му съпруга графиня Анна Отилия фон Насау-Вайлбург-Саарбрюкен (1582 – 1635), дъщеря на граф Албрехт фон Насау-Вайлбург (1537 – 1593) и графиня Анна фон Насау-Диленбург (1541 – 1616).  Брат е на Вилхелм Филип (1613 – 1662) и на Христиан фон Зайн-Витгенщайн-Киршгартхаузен (1621 – 1675) и полубрат на граф Ернст фон Зайн-Витгенщайн-Зайн (1594 – 1632).

## Фамилия
Лудвиг Алберт се жени за графиня Йоханета Мария фон Вид (* 7 август 1615; † 1715), дъщеря на граф Херман II фон Вид (1580 – 1631) и съпругата му графиня Юлиана Доротея фон Золмс-Хоензолмс (1592 – 1649), дъщеря на граф Херман Адолф фон Золмс-Хоензолмс(1545 – 1613). Те имат децата:

- Карл Лудвиг Албрехт (1658 – 1724), граф на Зайн-Витгенщайн-Ноймаген, женен I. на 20 юни 1681 г. за графиня Конкордия фон Зайн-Витгенщайн-Хоенщайн (1648 – 1683), II. на 20 юни 1689 г. за графиня Шарлота фон Зайн-Витгенщайн-Хоенщайн (1648 – 1725)
- Шарлота Елеонора († 1699), омъжена 1687 г. за граф Крафт Адолф Ото фон Кронберг, Хоенгеролдсек и Фалкенщайн, фрайхер фон Оберщайн (1629 – 1692)
- Албертина Елизабет (1661 – 1716), омъжена на 20 юли 1681 г. за граф Хайнрих Кристиан Фридрих Ернст фон Лайнинген-Вестербург (1665 – 1702)